# Евтим Тильов
Евтим Тильов е български революционер, стружки деец на Вътрешната македоно-одринска революционна организация.

## Биография
Тильов е роден в град Струга, тогава в Османската империя. Влиза във ВМОРО. Емигрира в България, където домът му става център на стружките бежанци. Осигурява материална и морална подкрепа на бежанците. Прави регулационен план на Струга в емиграция. В дома му прекарва последните си години Христо Матов, гледан от Тильов и съпругата му Захарина (Зарина). Умира в 1929 година.